# Дориан Грей (актриса)
До́риан Грей (итал. Dorian Gray, урождённая Мария Луиза Манджи́ни (итал. Maria Luisa Mangini), 2 февраля 1928 — 15 февраля 2011) — итальянская актриса.
Её актёрский дебют состоялся на театральной сцене в 1950 году, а спустя год она впервые появилась на большом экране. В кино Грей часто играла роли сексуальных блондинок в кинокомедиях, как, например, Маризу Флориан в комедии «Тото, Пеппино и распутница» (1956), благодаря которой она и стала популярной.
Помимо этого, она продемонстрировала и свой драматический талант, появившись в таких картинах, как «Крик» Микеланджело Антониони и «Ночи Кабирии» Федерико Феллини. В 1965 году актриса завершила свою карьеру и более никогда не принимала участие в публичных мероприятиях.
Дориан Грей покончила с собой, застрелившись в своём доме в Торченьо в феврале 2011 года, спустя две недели после своего 83-летия. В некоторых источниках указывается, что на момент смерти ей было 75 лет, так как, по утверждениям самой актрисы, она родилась в 1936 году.